# Линеарна функција
Линеарна функција је функција одређеног облика. Нажалост, постоје несугласице око тога како овај облик тачно гласи. Најчешћа дефиниција, која се учи у многим школама је облика:
 =   + 
где су k и n константе.
Проблем са овом дефиницијом је да функције овог облика (упркос њеном имену), не задовољавају обавезно услов линеарног пресликавања, уколико је k једнако нула.
Линеарне функције (такође према горњој дефиницији) се могу написати и у облику:
 =   + 
и нацртати на (x,y) графику. Ова функција формира праву линију, као што и само име говори.
Константа k се често назива нагиб, док нам n даје тачку пресека са y-осом.
Примери линеарних функција:
-= 2x + 1

(овде је k=2, =1)
(=1, =0)
-= 9 x - 2
-= -3 x + 4

На графику, мењање параметра k чини линију стрмијом или равнијом, а мењање параметра n помера линију горе или доле.
Као што је поменуто, линија сече y-осу у тачки (0,n), а x-осу сече у тачки (-n / k) (добија се решавајући 0 = k x + n по x)

## Дефиниција
Линеарна функција је врста зависности између две величине где је сразмера промене зависне величине од независне број - константа (различита од нуле). Зависна и независна величина (x и y) су код линеарне функције директно пропорционалне (сразмерне).